# 布尔齐城堡

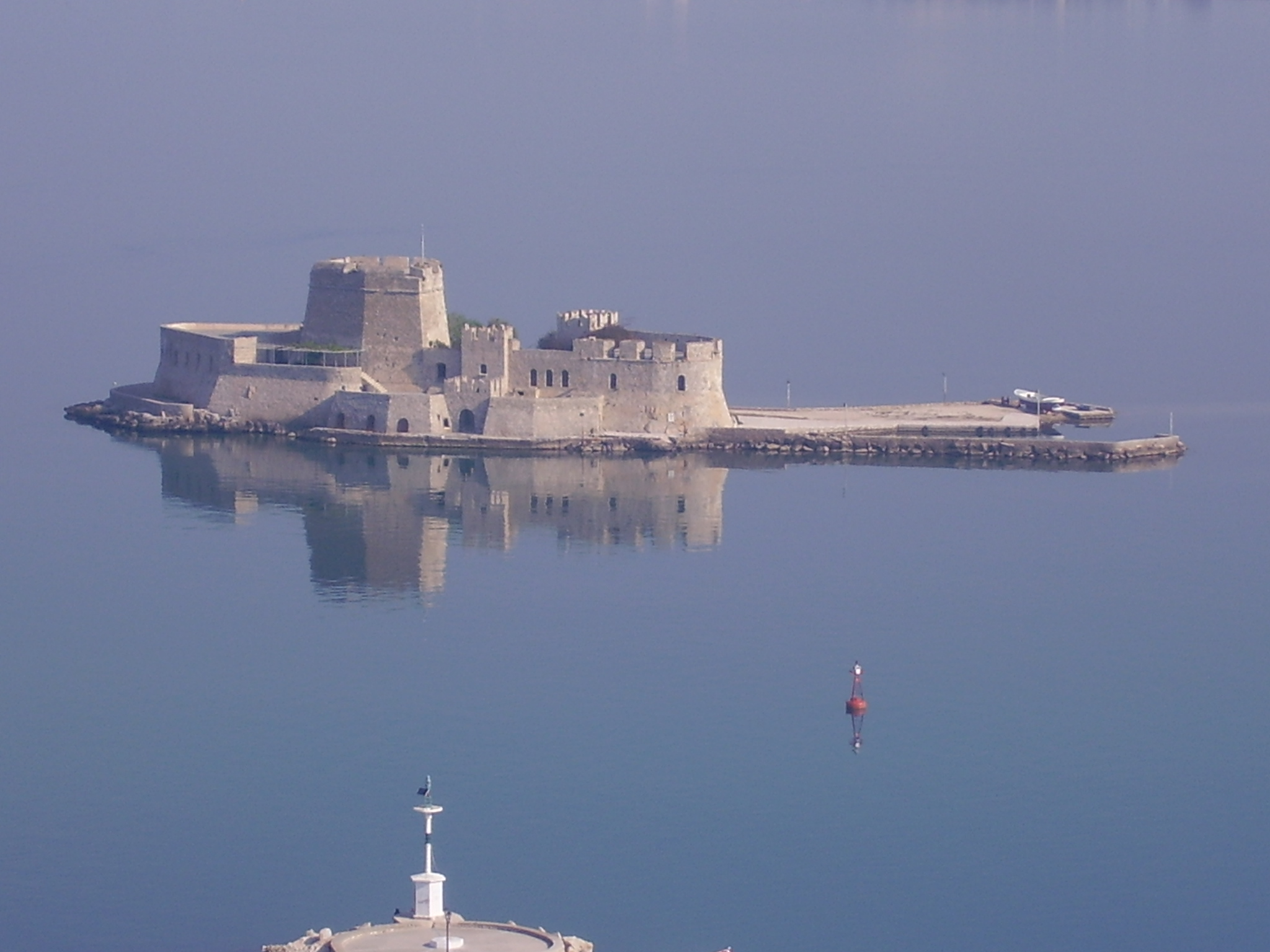
布尔齐城堡

布尔齐城堡（希臘語：Μπούρτζι，意为塔），是希腊纳夫普利翁海港中的一个小岛和城堡，由威尼斯人建于1473年，以保护城市免受海上入侵。1822年6月18日，希腊人经过围攻，从奥斯曼帝国手中收复。它作为堡垒一直使用到1865年。然后改为关押在帕拉米蒂城堡的囚犯们的刽子手的住地。从1930年到1970年，它作为一个酒店。从那时起，它主要是一个旅游景点，夏季音乐节偶尔在此举办。
37°34′11″N 22°47′25″E / 37.56972°N 22.79028°E